# 포식기생

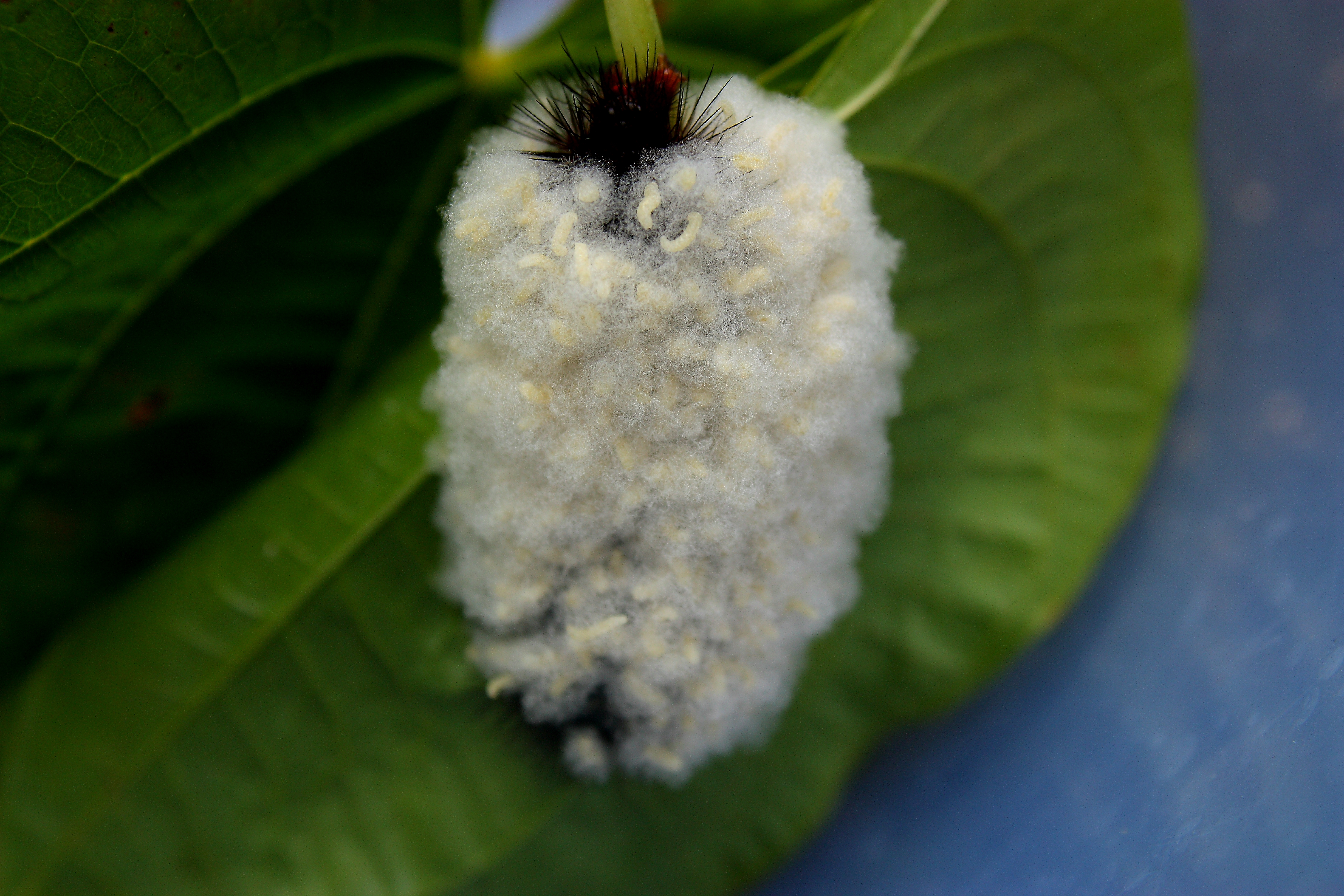
표범나방의 애벌레에게 기생벌의 애벌레가 포식기생을 한다.

포식기생(捕食寄生, parasitoid)은 기생의 한 형태이다. 활물기생과 달리, 포식기생자들은 대개 숙주를 죽이거나 불임으로 만든다. 심지어는 잡아먹는 경우도 있다.